# Гиппиус, Густав Адольф
Густав Адольф (Густав Фомич) Гиппиус (нем. Gustav Adolf Hippius; 12 марта 1792, Нисси, Харьюмаа — 6 октября 1856, Ревель) — русско-немецкий художник-портретист, литограф и педагог.

## Биография
Густав Гиппиус родился 1 (12) марта 1792 года в пасторате Нисси в Эстляндии в семье бедного деревенского пастора. Потеряв очень рано мать, он был отдан в пансион в Ревеле и с четырнадцатилетнего возраста начал зарабатывать себе средства для обучения уроками музыки и рисования, к которому чувствовал особенную склонность. Гиппиус хотел посвятить себя вообще педагогической деятельности, но бедность не позволяла ему поступить в университет. 

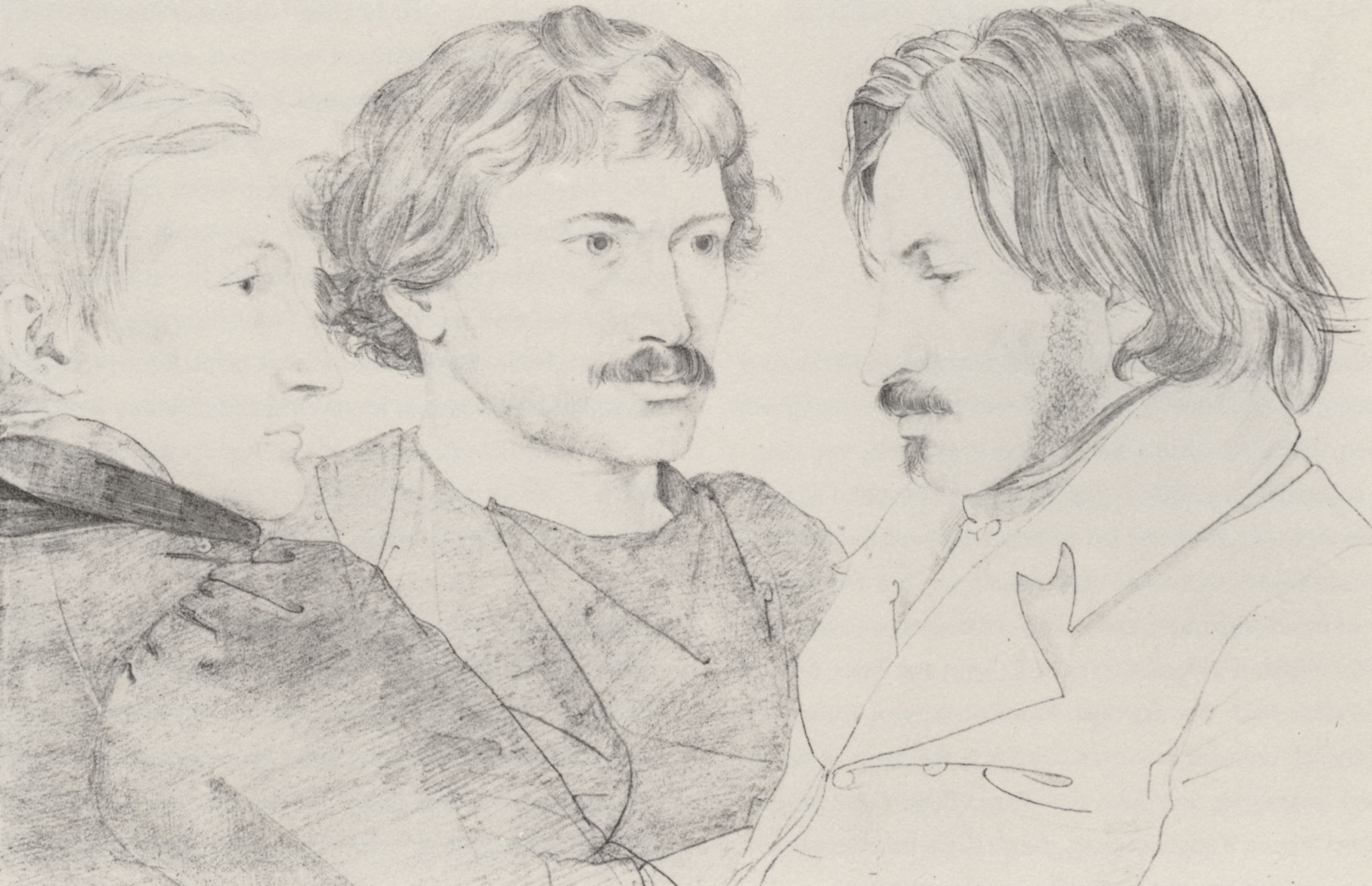
К. Ф. Фор. Остзейские мастера в Риме (слева направо: Отто Игнациус, Август Пецольд и Гиппиус). Около 1817–1818

По совету одного из своих друзей, Отто Фридриха Игнациуса (нем. Otto Friedrich Ignatius;  1794—1824), тоже ставшего потом известным живописцем, он поселился у его отца в пасторате Гаггерс и вместе с Отто стал брать уроки рисования у Карла Сигизмунда Вальтера (нем. Carl Siegismund Walther), гувернера детей писателя Августа фон Коцебу, имение которого находилось по соседству с Гаггерсом. Учение продолжалось около 2 лет. Быстрые успехи Густава Гиппиуса обратили на него внимание окружающих. Друзья устроили в его пользу концерт, давший 2000 рублей, и на эти деньги он отправился зимою 1812 года учиться сначала в Прагу, где он пробыл полгода и в это время нарисовал генерала Моро на смертном одре, а затем в Вену; здесь он прожил два с половиной года.
16 сентября 1816 года Гиппиус вместе с Иваном Эггинком отправился из Вены путешествовать пешком, побывал в Зальцбурге, Мюнхене, Венеции и Флоренции и в апреле 1817 года прибыл в город Рим.
В столице Италии он прожил два года, вращаясь в кругу немецких назарейцев, и особенно сблизился с Иоганном Фридрихом Овербеком. Занятия Гиппиуса состояли в изучении старых мастеров, копировании их картин и писании с натуры; жил он почти исключительно продажей рисуемых им портретов. К этому времени принадлежат исполненные им портреты Овербека, Бетховена и Торвальдсена. Овербек в свою очередь написал его портрет.
В июне 1818 года Густав Адольф Гиппиус уехал из Рима на родину. По пути он заехал в Иверден к Песталоцци и написал его портрет. Вместе с портретами Бетховена и Торвальдсена он ценил этот портрет больше всех своих произведений и в 1846 году издал его в виде литографии по случаю столетия великого педагога.
9 ноября 1819 года художник вернулся в родную Эстляндию. Пробыв полгода в Ревеле и женившись в июне 1820 года на сестре своего друга, Фридерике Игнациус, он переехал в Санкт-Петербург. В 1824 году Отто Игнациус умер, и на долю Гиппиуса выпало закончить его последнюю работу — картину, заказанную для царскосельской придворной церкви. 

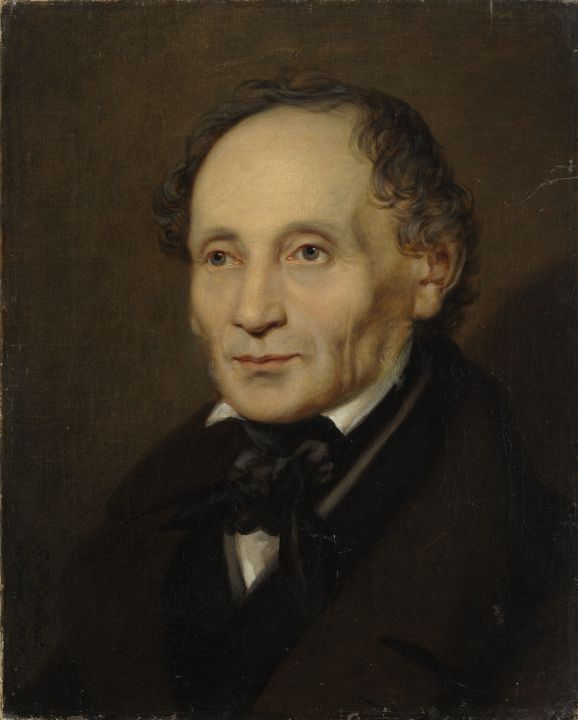
Г.-А. Гиппиус. Портрет ревельского резчика по камню Иоганна Готфрида Экснера.

Работы художника стали случайным образом известны графу Каподистрия и директору Императорского Царскосельского лицея Егору Энгельгардту; они поддержали его материально и дали возможность предпринять издание «Современники. Собрание литографированных портретов государственных чиновников, писателей и художников. Посвящено Е. И. В. Императору Александру І. Les Contemporains, par G. Hippius. St.-Pbg. Litographie de l'auteur» (1822 г., в большой лист), в 9 тетрадях по 5 портретов в каждой (воспроизведение в увеличенном виде портретов работы самого Гиппиуса). 
Описания этого издания, сделанные Ровинским и Верещагиным, не сходятся между собой; поэтому автор заметки об изданиях Гиппиуса, напечатанной в журнале «Старые годы» за 1907 годы, высказывает предположение, что «Современники» выдержали несколько изданий. К этому предположению присоединяется и В. Я. Адарюков, указывающий на попадающиеся у антикваров два различных портрета И. А. Крылова из этого издания. В коллекции С. П. Виноградова имелись 2 портрета И. П. Мартоса. Существуют и два различных портрета Н. М. Карамзина (указание С. П. Виноградова). 
Выпустив в свет своё издание, художник обратился в Общество поощрения художеств, прося о содействии в его продаже. Комитет Общества выразил готовность содействовать распространению издания Гиппиуса. 
По-видимому, издание не было окончено, и некоторые портреты, приготовленные Гиппиусом, не вошли в него. Кроме портретов в издании «Современники», В. Я. Адарюков указывает еще портреты А. И. Альбрехта, Р. Майделя, митрополита Михаила (меньших размеров, чем в «Современниках»), неизвестного (в Эрмитаже); в биографическом очерке Гиппиуса в «Baltische Maler» Неймана воспроизведены портреты пробста И. Ф. Игнациуса и бригадира Ф. фон Крузенштерна и автопортрет Гиппиуса (все три были в начале XX века собственностью госпожи Дессиен в Риге). В коллекции С. П. Виноградова имеется портрет графа П. П. Коновницына, нарисованный, по-видимому, не Гиппиусом, но им литографированный.
Густав Адольф Гиппиус занимался также преподаванием (с частности в Воспитательном доме и Елизаветинском институте) и издал следующие пособия для учителей и учеников (см. раздел Библиография).
В начале 1850-х годов он вернулся в Ревель, где продолжал заниматься писанием портретов. В Дрезденском королевском кабинете гравюр (Kupferstich-Kabinett) хранится портрет Гиппиуса, написанный с него в Риме Фогелем, а в Рижском Домском музее (Dommuseum) храни(тся)лся его портрет работы Пецольда.
Густав Адольф Гиппиус умер 24 сентября (6 октября) 1856 года в Ревеле и был погребён в пасторате Гаггерс.
Его сыновья Отто и Карл стали известными архитекторами.

## Галерея

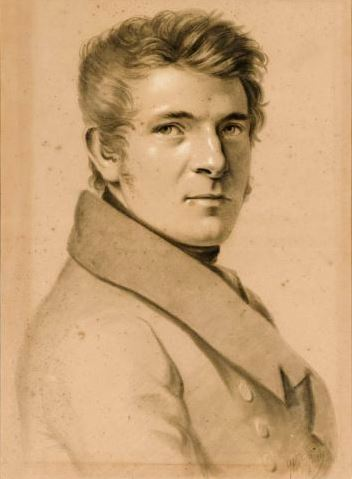
Автопортрет, 1820-е годы, Эстонский художественный музей
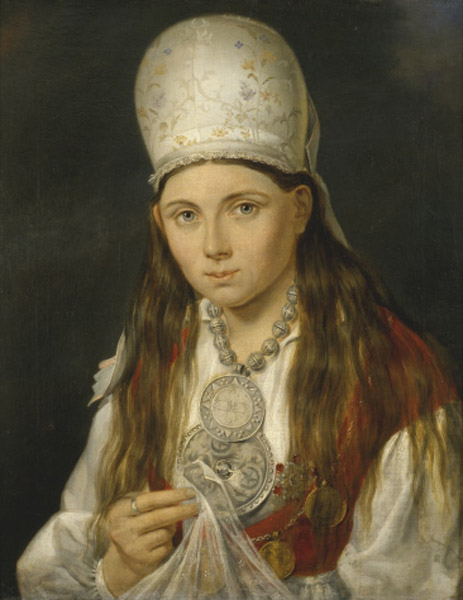
Эстонская девушка в национальном костюме, 1852, Эстонский художественный музей
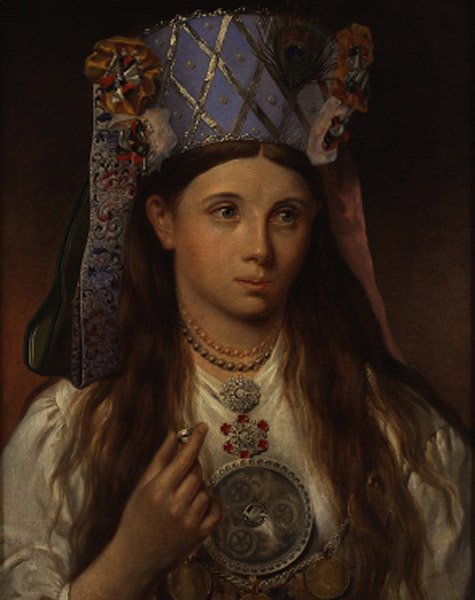
Эстонская невеста в национальном подвенечном наряде, 1852, Эстонский художественный музей
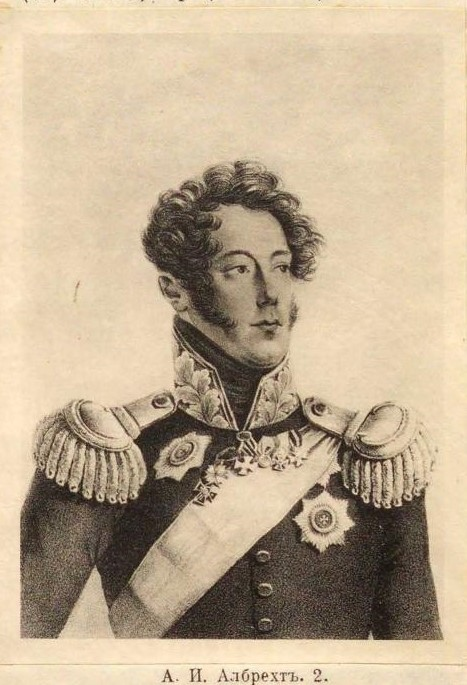
Портрет генерал-лейтенанта Александра Ивановича Альбрехта. Воспроизводится по изданию: